# Tod dem Bikini!
Tod dem Bikini! ist ein kanadischer Kurzfilm aus dem Jahr 2023. Die zehnjährige Lili wehrt sich gegen den Wunsch ihrer Eltern, fortan einen Bikini zu tragen, um ihre in absehbarer Zeit wachsenden Brüste zu bedecken. Der Film thematisiert die körperlichen und sozialen Veränderungen für Mädchen infolge der Pubertät und die Frage von Ungleichbehandlung der Geschlechter.

## Handlung
Die zehnjährige Lili lebt mit ihren Eltern und ihrem etwa gleichaltrigen nerdigen Bruder zusammen. Ihre Freizeit verbringt sie am liebsten mit ihren drei besten Freunden Guillaume, Julien und Alex – alles Jungen. Besonders liebt Lili mit ihnen das Baden im hauseigenen Pool im Garten.
Als die Familie eines Tages zusammen isst und Lili von einem bevorstehenden Schulausflug ins Spaßbad schwärmt, erwähnt ihre Mutter zaghaft, sie habe ihr diesbezüglich ein Geschenk gemacht. Lili rennt in ihr Zimmer und ist entsetzt, als sich das Geschenk als ein Badeanzug herausstellt. Das Argument ihres Vaters, dass ihre Mutter auch welche trägt, lässt sie nicht gelten, sie will weiter in Badehosen schwimmen gehen. Lili findet es unfair, anders als ihre drei Freunde behandelt zu werden und fortan die Brust bedecken zu sollen. Da hilft es auch nichts, als ihre Mutter sie darauf hinweist, über das Thema doch schon mit ihr gesprochen zu haben. „Ich habe keine Brüste!“, schimpft Lili und verschwindet in ihrem Zimmer. Ihre Mutter Claire kündigt an, am nächsten Tag mit ihr shoppen zu gehen und ein Bikini-Oberteil zu kaufen.
Am nächsten Tag nimmt Lili zunächst Reißaus mit ihren Freunden, die sich fragen, was mit ihr los ist. Schließlich lässt einer der Jungen die Aussage fallen, sie habe vielleicht „ihre Tage“. Lili ist verwirrt, während ihre Freunde sich darüber lustig machen, wie komisch Frauen seien, wenn sie ihre Menstruation haben. Als ihre Mutter schließlich Lili findet, muss sie zwangsweise zum Bikini-Shoppen mitkommen.
In der Umkleide probiert Lili verloren ein Erwachsenen-Bikini-Oberteil an, wobei sie umringt ist von den Bildern attraktiver Bikini-Models und desillusioniert ihre jungengleiche flache Brust mit jenen der vollbusigen Models vergleicht. Auch schafft sie es nur mit Hilfe der Mutter in einen Bikini-Bustier zu schlüpfen. Noch unsinniger kommt ihr das ganze vor, als ihr Bruder darauf hinweist, dass in Frankreich Frauen barbusig ins Schwimmbad dürfen. Am Abend sucht Lilis Vater sie auf und bittet sie, den Bikini mit ins Schwimmbad zu nehmen. Lili stimmt wenig begeistert zu.
Am nächsten Tag im Schwimmbad ist Lili zunächst entschlossen nur in Badehose ins Wasser zu gehen, doch als sie in der Umkleide nur von Frauen umgeben ist, die einen Bikini oder Badeanzug anziehen, spürt sie den gesellschaftlichen Druck und zieht den ungeliebten Bikini letztlich an. Als sie nach draußen ins Freibad tritt, erlebt sie eine Überraschung und muss laut lachen: ihre drei Freunde Alex, Guillaume und Julien haben in Solidarität mit Lili sich Bikini-Oberteile angezogen. Als sie eine große Röhrenwasserrutsche hinabrutschen, zieht Lili jedoch lachend ihr Bikinioberteil aus und wirft es hinter sich ins Wasser.

## Veröffentlichung
In Deutschland wurde der Film am 23. April 2024 bei ARTE gezeigt.

## Kritiken
Das Portal Jugend Filmjury bewertete den Film mit 4,5 von 5 Punkten. 
„Der Titel des Films TOD DEM BIKINI bedeutet, dass er eben nicht lebensnotwendig ist. Der Tod steht hier für egal. Darüber lässt sich nach dem Schauen sprechen." - Jugend Filmjury
„„Tod dem Bikini“ ist ein kurzer, spaßiger Film zu einem wichtigen Thema, das er aber mit viel Leichtigkeit behandelt.“ – Kinder- und Jugendfilmportal
„Punkig-frech stellt dieser Film Geschlechternormen in Frage, feiert Loyalität in Freundschaften und steht für das positive Verhältnis zum eigenen Körper ein." – Internationales Frauen Film Fest

## Auszeichnungen
Palm Springs International ShortFest
- 2023: Audience Award – Best Live Action, für Justine Gauthier (gewonnen)

Cinéfest Sudbury
- 2023 Audience Choice Award: Best Short Film, für Justine Gauthier (gewonnen)

Canadian Screen Awards, CA
- 2024: Canadian Screen Award, Best Live Action Short Drama für Justine Gauthier und Léonie Hurtubise (nominiert)

Regard: Saguenay International Short Film Festival
- 2023: Jury-Preis, Best Youth Short Film, für Justine Gauthier (gewonnen)

International Film Festival for Children and Young Audience SCHLiNGEL
- 2024 Short Film Award International, Best International Short Film, für Justine Gauthier (nominiert)